# Пічеурське сільське поселення (Чамзінський район)
Пічеу́рське сільське поселення (рос. Пичеурское сельское поселение) — муніципальне утворення у складі Чамзінського району Мордовії, Росія. Адміністративний центр — село Пічеури.

## Населення
Населення — 594 особи (2019, 701 у 2010, 866 у 2002).

## Склад
До складу поселення входять такі населені пункти:
| Населений пункт          | Населення, осіб (2002) | Населення, осіб (2010) |
| ------------------------ | ---------------------- | ---------------------- |
| Іванова Поляна, присілок | 78                     | 67                     |
| Мари, селище             | 10                     | 5                      |
| Пенькозавод, селище      | 61                     | 58                     |
| Пічеури, село            | 655                    | 543                    |
| Репакуші, селище         | 33                     | 17                     |
| Соколов Гарт, село       | 29                     | 11                     |